# Илия Шонев
Илия Атанасов Шонев е български революционер, деец на Вътрешната македоно-одринска революционна организация.

## Биография
Шонев е роден на 18 януари 1873 година в костурското село Смърдеш, тогава в Османската империя, днес в Гърция. Завършва IV отделение. Заминава на гурбет в Балъкесир. В 1902 година, след като научава за разрастването на революционната организация в Македония и Одринско, се връща в Костурско и става член на ВМОРО. На 28 март 1903 година в Смърдеш четите на Борис Сарафов и Иван Попов са обградени. На помощ им идват селските чети от Въмбел и от Връбник и Шонев участва в освобождаването на четата. Участва в Илинденско-Преображенското въстание през лятото на 1903 година, като взима участие в сраженията при Желево, в нападението на Жервени, в сражението при Билища и Капещица, в големия бой при Локвата в Смърдешката планина, в сражението при Апоскеп.
Емигрира в Свободна България и се установява в Пловдив, където работи като аптекар. При избухването на Балканската война в 1912 година е доброволец в Девети пехотен пловдивски полк, после в Македоно-одринското опълчение и служи в 1-а рота на 10-а прилепска дружина. Участва в боевете за освобождаване на Гюмюрджина, за което е награден с кръст „За храброст“ IV степен. Участва в сраженията при Фере и Софлу и в боя при Шаркьой. Участва и в Междусъюзническата война и се сражава при Султан тепе.
На 4 март 1943 година, като жител на Пловдив, подава молба за българска народна пенсия, която е одобрена и пенсията е отпусната от Министерския съвет на Царство България.